# Narathu (roi de Pinya)
Cette page contient des caractères spéciaux ou non latins. S’ils s’affichent mal (▯, ?, etc.), consultez la page d’aide Unicode.
Pour le roi de Pagan du XIIe siècle, voir Narathu.
Narathu (birman နရသူ, nəɹəθù ; 1333 – 1364?) fut le cinquième et avant-dernier souverain du Royaume de Pinya, en Haute-Birmanie, de 1359 à 1364. Troisième fils du roi Kyawswa I, il succéda à son frère Kyawswa II en 1359, au moment où les raids shans venus du nord s'intensifiaient contre son territoire et celui de son rival de l'autre côté de l'Irrawaddy, le royaume de Sagaing.
En 1364, Narathu conçut un plan pour se débarrasser à la fois de Sagaing et de ces pénibles pillards shans. Il s'allia au saopha (prince) de Mogaung pour attaquer  Sagaing ensemble. Mais lorsque les forces de Mogaung attaquèrent la ville, celles de Pinya, postées sur l'autre rive, se contentèrent de regarder sans intervenir. Bien mal leur en prit, car les shans réussirent à prendre Sagaing, et après l'avoir mise à sac, ils se retournèrent contre leur « allié ». Ils traversèrent le fleuve et pillèrent Pinya. Narathu fut capturé et emmené prisonnier à Mogaung. Il est connu dans l'histoire birmane sous le surnom de Maw-Pa Min (မောပါမင်း, mɔ́ pà mɪ́ɴ ; lit. « le roi emmené au pays Maw (shan) »).
Les Shans n'occupèrent pas la Birmanie centrale, mais se replièrent, laissant le pays en cendres. Le frère aîné de Narathu, Uzana II, lui succéda sur le trône, mais il ne régna que trois mois. La dynastie de Myinsaing s'achevait après 66 ans.